# Fernando Lucas Martins
Fernando Lucas Martins (* 3. März 1992 in Erechim) ist ein brasilianischer Fußballspieler.

## Karriere

### Verein
2010 wechselte Fernando aus der B- in die Profi-Mannschaft von Grêmio Porto Alegre. Er debütierte in der Série A, der höchsten Spielklasse in Brasilien am 16. Mai 2010 bei der 1:2-Niederlage gegen Corinthians São Paulo. Sein erster Treffer gelang ihm erst am 13. November 2011 beim 2:2 gegen Palmeiras São Paulo.
2013 wechselte Fernando ins Ausland u. a. nach Russland und Italien. Im Juli 2019 unterzeichnete er einen Kontrakt bei Beijing Guoan in China.

### Nationalmannschaft
Bei der U-20-Fußball-Weltmeisterschaft 2011 in Kolumbien, wurde er mit der brasilianischen U-20-Auswahl Weltmeister, er stand in allen Spielen auf dem Platz. Für die Nationalmannschaft debütierte er am 11. Oktober 2012 beim 6:0-Erfolg über den Irak.

## Erfolge
Nationalmannschaft
- U-20-Fußball-Weltmeister: 2011
- FIFA-Konföderationen-Pokal: 2013

Verein
- Ukrainischer Meister: 2014
- Russischer Meister: 2017